# The Dubliners
The Dubliners je glasbena skupina iz Irske, ki igra irske narodne pesmi. Bila je ena najstarejših glasbenih skupin na svetu.
Vse se je začelo v neki sobici O'Donoghue's Puba v Merrion Rowu leta 1961. Ronnie Drew (pevec in kitarist) se je vrnil iz Španije, kjer je učil angleščino in se srečal z Lukeom Kellyjem (pevec in igralec na petstrunski bendžo), Barneyem McKenno (pevec, tenor bendžo, mandolina in melodeon) in Ciaránom Bourkeom (pevec, kitarist, piščal, orglice). Leta 1964 se jim je pridružil še violinist (igra tudi kovinsko piščal) John Sheahan. 
Prvotno so se imenovali The Ronnie Drew Ballad Group, a so se na predlog Lukea Kellyja preimenovali v The Dubliners, kakor se imenuje knjiga Jamesa Joycea, tudi pravega Dublinčana, ki jo je Luke Kelly prebral.
Leta 1963 so se na Edinburškem Festivalu srečali z Nathanom Josephom, vodjo Transatlantic Records, s katerim so podpisali pogodbo. 
S koncem leta 2012 je po odhodu Johna Sheahana (violina in piščal), edinega še živečega člana začetne zasedbe, skupina po 50-letih delovanja uradno prenehala obstajati. Sodelovali so tudi s slovenskima glasbenikoma Vladom Kreslinom in Boštjanom Gombačem.

## Zasedba skozi čas
- 1962-1964: Ronnie, Luke, Barney, Ciarán
- 1964-1965: Ronnie, Barney, Ciarán, Bobby, John
- 1965-1974: Ronnie, Luke, Barney, Ciarán, John
- 1974-1979: Luke, Barney, John, Jim
- 1979-1983: Ronnie, Luke, Barney, John
- 1983-1988: Ronnie, Barney, John, Seán
- 1988-1995: Ronnie, Barney, John, Seán, Eamonn
- 1996-        : Barney, John, Seán, Eamonn, Paddy

- Ronnie Drew, (16. september 1934, †16. avgust 2008)
- Luke Kelly, (17. november 1940, †30. januar 1988)
- Barney McKenna, (16. december 1939, †5. april 2012)
- Ciarán Bourke, (18. februar 1935, †10. maj 1988)
- John Sheahan, (19. maj 1935)
- Bobby Lynch, (18. maj 1935, †2. oktober 1982)
- Jim McCann,  (26. oktober 1944)
- Seán Cannon, (29. november 1940)
- Eamonn Campbell, (29. november 1946)
- Paddy Reilly, (18. oktober 1939)
- Patsy Watchorn, (16. oktober 1944)

## Turneje
Leta 2005 se je pričela njihova zadnja, poslovilna turneja, začeta 8. aprila v Derbyu in se bo končala 3. decembra v Hamburgu. 8. septembra je bil koncert v ljubljanskih Križankah. Z njimi je nastopil tudi slovenski kantavtor Andrej Šifrer.

## Njihovialbumi
- The Dubliners and Luke Kelly (1964)
- In Concert (1965)
- Finnegan Wakes (1966)
- Seven Drunken Nights (tudi A drop of the Hard Stuff)(1967)
- More of the Hard Stuff (1967)
- Seven Deadly Sins  (tudi Drinking and Courting)(1968)
- Whiskey on a Sunday  (tudi At it Again)(1968)
- Live at the Royal Albert Hall (1969)
- At Home with The Dubliners (1969)
- Revolution (1970)
- Hometown (1972)
- Double Dubliners (1972)
- Plain and simple (1973)
- Live (1974)
- Now (1975)
- A Parcel of Rogues (1976)
- Live at Montreux (1977)
- Home, Boys, Home
- 15 Years On (1977)
- Together Again (1979)
- Prodigal Sons (1983)
- Live at Carre (1983)
- 21 Years On (1983)
- 25 Years Celebration (1987)
- Dubliner's Dublin(1988)
- 30 Years A-Greying (1992)
- Further Along (1996)
- Alive Alive-O (1997)
- The Defenitive Transatlantic Collection(1997)
- Original Dubliners (2000)
- The best of The Dubliners (2002)
- At their best
- The Transatlantic Anthology (2002)
- 40 Year Celebration
- Live at the Gaiety
- Spirit of the Irish (2003)